# Henryk XIII (Reuß-Greiz)
Henryk XIII, książę Reuß zu Greiz niem. Heinrich XIII Fürst Reuß zu Greiz (ur. 16 lutego 1747, zm. 29 stycznia 1817 w Greiz, Saksonia) – austriacki arystokrata i dyplomata.
Jego ojcem był Henryk XI, książę Reuß zu Greiz (1722-1800), syn Heinricha II, hrabiego Reuß zu Obergreiz (1696-1722). 12 maja 1778 roku Henryk XI został wyniesiony do godności księcia Reuß, przez cesarza Józefa II. Heinrich XI był dwukrotnie żonaty (jego małżonkami były: Conradine von Reuß zu Köstritz i Alexandrine von Leinigen zu Heidesheim).
W roku 1789 Heinrich XIII był austriackim posłem w Berlinie. Miał stwierdzić, że poseł polski na dworze berlińskim Józef  Klemens Czartoryski był człowiekiem światowym, lecz naiwnym, gdyż wierzącym w dobre intencje pruskich dyplomatów względem Polski. 11 kwietnia 1807 roku, reprezentując księstwa Reuß przystąpił do Związku Reńskiego, a w 1815 roku na kongresie wiedeńskim przystąpił do Związku Niemieckiego
Heinrich XIII, 9 stycznia 1786 roku w Kirchheimbolanden poślubił Luizę, księżną von Nassau-Weilburg (1765-1837), córkę Karla Christiana, księcia von Nassau-Weilburg (1735-1788) i Wilhelminy Karoliny van Oranje-Nassau.
Ich dziećmi byli:
- Heinrich XVIII, książę Reuss zu Greiz (zm. 31 marca 1787, przeżył jeden dzień)
- Heinrich XIX, książę Reuss zu Greiz (1790-1836) żonaty, Gasparine of Rohan-Rochefort
- Heinrich XX, książę Reuss zu Greiz (1794-1859) żonaty, 1. Sophie of Löwenstein-Wertheim-Rosenberg, 2. Landgravine Karoline of Hesse-Homburg